# Placidus Mayrhauser

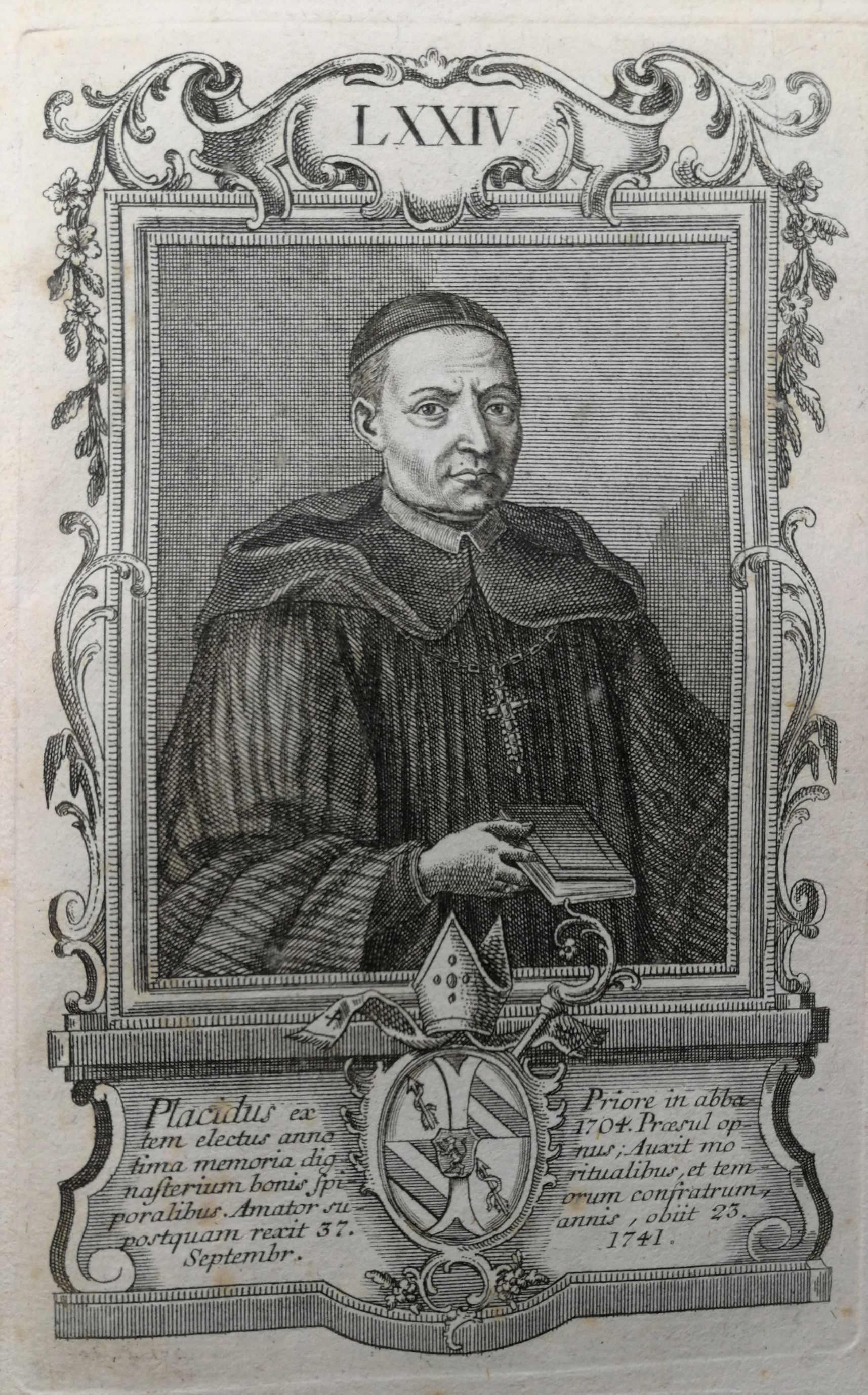
Abtportrait

Placidus Mayrhauser OSB (* 5. April 1671 in Salzburg; † 15. September 1741 ebenda) war Abt des Stiftes St. Peter in Salzburg und Professor an der Benediktineruniversität Salzburg.
Seine Eltern waren Salzburger Kaufleute; sein Taufname war Josef. Die Profess auf St. Peter legte er am 8. Dez. 1687 ab; nach der Priesterweihe diente er dem Konvent als Bibliothekar, Novizenmeister und Prior. Am 27. August 1704 wählte ihn der Konvent zum Abt: er hatte zu dem Zeitpunkt bereits zwei Jahre das Amt des Priors inne und wurde beinahe einstimmig gewählt. Die Weihe fand am Kreuzerhöhungsfest, dem 14. September 1704, statt.
In seiner außergewöhnlich langen Regierungszeit von 37 Jahren prägte Abt Placidus die Gemeinschaft als Vater. Das Stift sowie seine Besitzungen hat er mit vielen Neu- und Umbauten erweitert. Eine neue Sakristei, eine Schatzkammer, ein Archiv, die Äbtegruft vor dem Hauptaltar und mehrere weitere Altäre wurden in seinem Abbatiat eingerichtet. Die wertvolle Monstranz mit eingebauten Ringen seiner Vorgänger ist heute noch an feierlichen Anlässen in Verwendung.
Verwaltungsbauten entstanden in Hallein und Breitenau; für Dornbach (heute in Wien) ließ er einen neuen Pfarrhof erbauen. 1705 kaufte er für sein Stift das Gut Pabenschwandt und stattete es mit weiteren Wirtschaftsgebäuden, Scheunen und Stallungen aus. Unter allen Ankäufen ragt das Schloss Goldenstein in Elsbethen heraus, das er 1710 als Sommersitz des Klosters einrichtete. Seine Vor- und Nachgänger hatten den Aiglhof als Erholungsort für Abt und Konvent verwendet.
Die Vermittlung von Glaubenswissen war Abt Placidus ein besonderes Anliegen. Er sorgte für Religionsunterricht für die Angestellten des Klosters und die Schuljugend. Er selbst war ein eifriger Prediger und Verkünder des Glaubens. Zu seiner Zeit war die jährlich wiederkehrende geistliche Erneuerung der Gelübde üblich; sie war als geistliche Übung, nicht jedoch als Rechtsakt zu verstehen. Eine kostbare juwelenbesetzte Feder "aus purem Golde" wurde zu dem zeremoniellen Zweck verwendet.
Der Ordensnachwuchs war ihm eine Priorität; während seiner Amtszeit legten 35 Mönche die Feierliche Profess ab. Für die Novizen ließ er ein eigenes Noviziatsgebäude errichten. Die in der Folge freigewordenen Klosterzellen wurden zur heute bekannten Zellenbibliothek umdisponiert. Theologiestudenten durften zwecks Studium nach Venedig, Rom, St. Blasien und Einsiedeln; andere besuchten die Benediktineruniversität in Salzburg, wo Mayrhauser selbst 1697–1699 als Professor für Philosophie gewirkt hatte.
Placidus Mayrhauser feierte als erster Abt von St. Peter die goldene (50-jährige) Profess kurz vor seinem Tod. Er wurde in der von ihm angelegten Äbtegruft in der Apsis der Stiftskirche bestattet. Die Leichenpredigt hielt P. Friedrich Falzeder aus Kremsmünster.